# Tom Laughlin
Tom Laughlin, geboren als Thomas Robert Laughlin (Minneapolis, 10 augustus 1931 – Thousand Oaks, 12 december 2013) was een Amerikaanse acteur, regisseur en scenarioschrijver.

## Levensloop en carrière
Laughlin werd geboren in 1931. Hij begon zijn carrière in de televisieserie Climax! in 1955. De film Billy Jack werd door hem geschreven en geregisseerd. Samen met zijn vrouw Delores Taylor speelde hij hierin de hoofdrol. Het verhaal schreef hij al in 1954. De film kwam uit in 1971. Tot en met 1977 kwamen er nog sequels uit op de eerste film van Billy Jack zoals The Trial of Billy Jack uit 1974. In 1985 maakte hij een vijfde Billy Jack-film, maar deze geraakte nooit af en kwam bijgevolg nooit uit. Voor Billy Jack had hij al een prequel geregisseerd: The Born Losers uit 1967.
Laughlin was van 1954 tot zijn dood in 2013 gehuwd met Delores Taylor. Ze hadden drie kinderen. Laughlin overleed op 82-jarige leeftijd.
- Biblioteca Nacional de España: XX1554261
- Bibliothèque nationale de France: cb141968681 (data)
- Gemeinsame Normdatei: 138365873
- International Standard Name Identifier: 0000 0001 1473 1021
- Library of Congress Control Number: no2002044671
- SNAC: w6fs3xsd
- Virtual International Authority File: 56820542
- WorldCat: E39PBJrcq8bxMFrVVYmKCwfH4q